# Lizton
Lizton is een plaats (town) in de Amerikaanse staat Indiana, en valt bestuurlijk gezien onder Hendricks County.

## Demografie
Bij de volkstelling in 2000 werd het aantal inwoners vastgesteld op 372.
In 2006 is het aantal inwoners door het United States Census Bureau geschat op 356, een daling van 16 (-4,3%).

## Geografie
Volgens het United States Census Bureau beslaat de plaats een oppervlakte van
0,7 km², geheel bestaande uit land. Lizton ligt op ongeveer 291 m boven zeeniveau.

## Plaatsen in de nabije omgeving
De onderstaande figuur toont nabijgelegen plaatsen in een straal van 16 km rond Lizton.